# بيتر وودز
بيتر وودز (بالإنجليزية: Peter Woods)‏ هو لاعب كرة قدم بريطاني في مركز الوسط، ولد في 21 يناير 1950 في Sale, Greater Manchester ‏ في المملكة المتحدة. لعب مع نادي لوتون تاون.